# Bulbauchenia taiwanensis
Bulbauchenia taiwanensis är en insektsart som beskrevs av Heinrich Christian Friedrich Schumacher. Bulbauchenia taiwanensis ingår i släktet Bulbauchenia och familjen hornstritar. Inga underarter finns listade i Catalogue of Life.